# Kanton Pallatanga
Der Kanton Pallatanga befindet sich in der Provinz Chimborazo zentral in Ecuador. Er besitzt eine Fläche von 379 km². Im Jahr 2020 lag die Einwohnerzahl schätzungsweise bei 12.300. Verwaltungssitz des Kantons ist die Kleinstadt Pallatanga mit 3813 Einwohnern (Stand 2010). Der Kanton Pallatanga wurde im Jahr 1986 eingerichtet.

## Lage
Der Kanton Pallatanga liegt im Westen der Provinz Chimborazo. Das Gebiet liegt an der Westflanke der Westkordillere. Der Río Chimbo begrenzt den Kanton im Westen. Dessen Nebenfluss Río Coco fließt durch den Kanton in südsüdwestlicher Richtung. Die Fernstraße E487 (El Triunfo–Villa La Unión) durchquert den Kanton.
Der Kanton Pallatanga grenzt im Osten an den Kanton Guamote, im Süden an den Kanton Alausí, im Westen an den Kanton Chillanes der Provinz Bolívar sowie im Norden an den Kanton Colta.

## Verwaltungsgliederung
Der Kanton Pallatanga ist deckungsgleich mit der gleichnamigen Parroquia urbana („städtisches Kirchspiel“).